# جیم کینگ (بازیکن بسکتبال)
جیم کینگ (انگلیسی: Jim King؛ زادهٔ ۹ فوریه ۱۹۴۳) بازیکن بسکتبال اهل ایالات متحده آمریکا بود.
وی در مسابقات کشوری و بین‌المللی در مجموع برندهٔ ۱ مدال طلا شده‌است.